# 市村政美
市村 政美（いちむら まさみ、1950年12月29日 - ）は、日本のアルペンスキー選手。1970年代の日本スキー界で活躍した。ヤマハ所属。群馬県利根郡水上町（現在のみなかみ町）出身。現在は競技スキーを専門とするスキースクール冬龍門の代表を務める。

## 経歴
- 1972年札幌オリンピックに出場。大回転3分15秒34で15位、回転1分54秒83で17位
- 1977年1月24日 オーストリア・キッツビューエルで行われたFISワールドカップ男子回転第5戦ハーネンカム大会にて7位入賞の快挙を成し遂げた。当時、日本スキー界は世界の中でもジリ貧で、ワールドカップポイントは万年最下位であった。しかし、市村がこのすべりで4ポイントを得たことからこの年日本は最下位を脱出。今日の浮上への足がかりとなったのである
- 1978年 スイス・サンモリッツ世界選手権に出場。回転1分50秒63で26位